# سنف (صنعاء)

تعديل مصدري - تعديل

سنف هي إحدى قرى الجمهورية اليمنية. تتبع جغرافيا لمحافظة صنعاء وإداريًا لمديرية مناخة. يبلغ تعداد سكانها 1074 نسمة حسب الإحصاء الذي أجري عام 2004.